# Jordan Bridges
Jordan Bridges (Contea di Los Angeles, 13 novembre 1973) è un attore statunitense.

## Biografia
Bridges, nato nella contea di Los Angeles, è figlio dell'attore Beau Bridges e dell’attrice Julie Landfield, all’epoca moglie di Beau. Anche lo zio Jeff Bridges è attore, come lo erano stati il nonno Lloyd Bridges e la nonna Dorothy Louise Simpson Bridges. Inizia a recitare all’età di cinque anni nel film per la televisione The Kid From Nowhere diretto dal padre. Quattro anni dopo appare nel film È tutta colpa dell'oca, dove recita l’intera famiglia Bridges.
Lascia quindi la recitazione e frequenta la Oakwood School di Los Angeles. Il suo interesse per la recitazione si riaccende durante il periodo scolastico, portandolo a prendere parte a diverse produzioni al Bard College di New York. Prima di conseguire la laurea ha trascorso un anno in Inghilterra, studiando alla London Academy of Music and Dramatic Art.
Nonostante la sua formazione accademica come attore, prima di ottenere degli ingaggi in film o serie televisive ha lavorato diversi anni come cameriere a New York e Los Angeles. Ha recitato nel ruolo di Nick Potter nella serie Conviction della NBC. Ha recitato nei film New Suit (2002), Amiche per sempre (2004), nelle serie Dawson's Creek e Streghe. Dal 2010 al 2016 è apparso nella serie Rizzoli & Isles.

## Filmografia parziale

### Cinema
- The Kid from Nowhere  (1982)
- Drive Me Crazy, regia di John Schultz (1999)
- Frequency - Il futuro è in ascolto (Frequency), regia di Gregory Hoblit (2000)
- Maial Campers - Porcelloni al campeggio (Happy Campers), regia di Daniel Waters (2001)
- Mona Lisa Smile, regia di Mike Newell (2003)
- J. Edgar, regia di Clint Eastwood (2011)
- Phantom, regia di Todd Robinson (2013)
- Nella tana dei lupi (Den of Thieves), regia di Christian Gudegast (2018)
- Nella tana dei lupi 2 - Pantera (Den of Thieves 2: Pantera), regia di Christian Gudegast (2025)

### Televisione
- Streghe – serie TV (2001)
- Dawson's Creek – serie TV, 7 episodi (2001)
- L'amore trova casa (Love Finds a Home), regia di David S. Cass Sr. – film TV (2009)
- Rizzoli & Isles – serie TV, 105 episodi (2010-2016)
- Law & Order - Unità vittime speciali (Law & Order: Special Victims Unit) – serie TV, episodio 18x14 (2017)

## Doppiatori italiani
Nelle versioni in italiano delle opere in cui ha recitato, Jordan Bridges è stato doppiato da:
- Simone Veltroni in Rizzoli & Isles, Gone
- Davide D'Izzia in Frequency - Il futuro è in ascolto
- Fabrizio Picconi in Dawson's Creek
- Fabrizio Odetto in Law & Order: Criminal Intent
- Giuliano Bonetto in CSI: NY
- Alessandro Quarta in Conviction - Sex & Law
- Emiliano Coltorti ne L'amore trova casa
- Alessandro Budroni in Law & Order - Unità vittime speciali
- Edoardo Stoppacciaro in Nella tana dei lupi
- Gabriele Vender in The Old Man